# Acidente do Piper PA-42 em Gramado em 2024
O acidente aéreo em Gramado foi um acidente ocorrido na manhã de 22 de dezembro de 2024, um domingo, por volta das 9h13 da manhã, quando uma avião de pequeno porte, modelo Piper PA-42 Cheyenne, caiu na Avenida das Hortências, no centro do município brasileiro de Gramado, no estado do Rio Grande do Sul, matando todos os dez ocupantes e ferindo 17 pessoas em solo, duas delas com gravidade.
O Centro de Investigação e Prevenção de Acidentes Aeronáuticos (CENIPA) investigará o desastre.

## Aeronave
A aeronave envolvida no acidente é um Piper PA-42-1000 Cheyenne, que foi fabricada em 1990 pela Piper Aircraft e estava registrada na ANAC com o prefixo PR-NDN. O avião envolvido estava com a documentação em dia e tinha capacidade para dois tripulantes e nove passageiros. A aeronave acidentada possuía autorização para realizar voos noturnos, mas não estava autorizada para efetuar operação de táxi aéreo.

## Acidente
Por volta das 9h13min da manhã de 22 de dezembro, um avião de pequeno porte caiu perto do centro da cidade de Gramado. O barulho e o clarão causados pela queda e explosão assustaram pessoas que estavam nas ruas ou dentro de suas casas. A cidade turística estava movimentada devido ao tradicional Natal Luz.
Forças de socorro imediatamente foram até o local e pouco depois autoridades descobriram que a aeronave havia decolado de Canela, cidade vizinha, minutos antes e era pilotada pelo empresário Luiz Claudio Salgueiro Galeazzi. Ele também era dono do avião e morreu junto com nove familiares: a esposa, três filhas adolescentes, a cunhada, o cunhado, a sogra e dois sobrinhos.
Dezessete pessoas também ficaram feridas em terra, duas delas em estado grave devido a queimaduras. As duas vítimas estavam na pousada e tiveram que ser transferidas para hospitais especializados em queimados de Porto Alegre.
Imagens de vídeos mostram que o avião perdeu altitude, bateu na chaminé de um prédio, depois no segundo andar de uma casa e caiu sobre uma loja de móveis. Destroços atingiram uma pousada.
O pai de Galeazzi já havia ocupado um cargo importante na rede de supermercados Pão de Açúcar e a mãe havia morrido num acidente de avião em 2010.

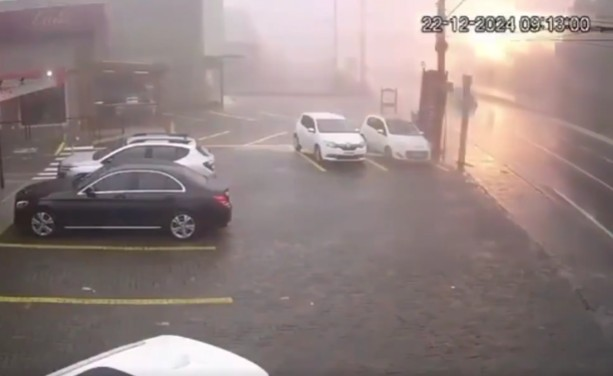
Gravação de uma câmera registando o momento em que a aeronave colide em solo.

### Vítimas fatais
Todos a bordo do avião morreram:
- Luiz Cláudio Salgueiro Galeazzi (dono e piloto do avião)
- Tatiana Natucci Niro (esposa de Luiz e mãe das três adolescentes)
- Maria Eduarda Niro Galeazzi (filha de Tatiana e Luiz)
- Maria Elena Niro Galeazzi (filha de Tatiana e Luiz)
- Maria Antônia Niro Galeazzi (filha de Tatiana e Luiz)
- Lilian Natucci (sogra de Luiz)
- Veridiana Natucci Niro (cunhada de Luiz, irmã de Tatiana)
- Bruno Cardoso Munhoz de Guimarães Araújo (marido de Veridiana)
- Giulia Guimarães Araújo (sobrinha de Luiz, filha de Veridiana e Bruno)
- Mateo Guimarães Araújo (sobrinho de Luiz, filho de Veridiana e Bruno)

### Causas
O nevoeiro que cobria a região no dia, já que chovia e fazia frio outonal, apesar de ser verão, pode ter contribuído com o acidente. Marcelo Sulzbach, presidente do aeroclube de Canela, disse que o "nevoeiro engrossou após a decolagem".
Meteorologistas do portal Metsul escreveram que a visibilidade será um ponto a ser investigado.

## Reações
O governador Eduardo Leite foi a Gramado por volta do meio-dia e disse que todo o efetivo do município e de Canela estava mobilizado para atender a ocorrência. Ele lamentou o que chamou de "triste episódio" e disse que naquele momento "a prioridade era garantir o isolamento da área e atender as vítimas que sofreram ferimentos" e que "as informações iniciais davam conta de que os ocupantes da aeronave não haviam sobrevivido".
O presidente Lula também se manifestou: "Minha solidariedade aos familiares das vítimas fatais da queda de um avião no centro de Gramado, no Rio Grande do Sul. Espero que os feridos tenham uma rápida recuperação. A Aeronáutica investiga as causas do acidente e o governo federal está à disposição do governo do estado e autoridades locais para esclarecermos o mais breve possível".